# ليندا تريب
ليندا روز تريب (بالإنجليزية: Linda Tripp) (ولدت 24 نوفمبر 1949 - 8 أبريل 2020) هي موظفة مدنية في مكتب الولايات المتحدة، من الذين ذاع صيتها بعد فضيحة مونيكا لوينسكي عام 1998-1999.
ارتبط اسم ليندا بحادثة تسجيل المكالمات الهاتفية سرا بين مونيكا لوينسكي والرئيس بيل كلينتون، وحول شهادتها وكشفها تفاصيل مهمة في قضية جونز وكلينتون. تؤمن تريب أنها قامت بهذه الأفعال بدوافع وطنية بحتة، وتجنبت تهمة التنصت مقابل تسليم الأشرطة. وأن طردها من البنتاغون كان بسبب الحقد، بينما ترى الإدارة أنها استحقت الطرد بعد مخالفتها لمعايير المهنة.
عملت تريب مع زوجها في شركة بيع بالتجزئة في ميدلبورغ بولاية فيرجينيا.

## الحياة الأولى والتعيين الحكومي
ولدت تريب في مدينة جيرسي سيتي في ولاية نيوجيرسي بالولايات المتحدة الأمريكية. تخرجت من مدرسة هانوفر للتعليم العالي، في شرق هانوفر، مقاطعة موريس، ولاية نيوجيرسي.
كانت تريب سيكرتيرة في سلاح الاستخبارات العسكرية (جيش الولايات المتحدة) في فورت جورج قبل أن تنتقل إلى البنتاجون عام 1987.
كانت تريب موظفة مدنية في عهد جورج بوش الأب، وحافظت على عملها عندما وصل بيل كلينتون عام 1993. في صيف عام 1994، أراد مسئول كبير في البيت الأبيض إخراج تريب من البيت، فأرسلها إلى مكتب العلاقات العامة في البنتاجون وحصلت فيها تريب على علاوة 20000 في السنة.

## التورط في فضيحة لونيسكي
أصبحت تريب من الأصدقاء المقربين من موظف سابق في البيت الأبيض آخر وهي مونيكا لوينسكي، عندما كان كلاهما يعمل في مكتب العلاقات العامة في البنتاغون. وفقا لتريب، والتي كانت أكبر من مونيكا بحوالي 24 عام، توطدت العلاقة بينهما عاما ونصف قبل وصول الفضيحة إلى مرحلة حرجة. فبعد اعتراف لوينسكي لتريب بأنها على علاقة مع الرئيس كلينتون، عملت تريب بنصيحة العميل لوكاين جولدبيرج، وبدأت بتسجيل المحادثات الهاتفية بين لوينسكي وكلينتون سرا. كما شجعت لوينسكي على توثيق تفاصيل العلاقة مع الرئيس.
في أغسطس 1997، ذكر مايكل إيسوكف (Michael Isikoff)، من مجلة نيوزويك، أن تريب صرحت أنها رأت كاثلين ويلي عند خروجها من المكتب البيضاوي ممزقة الثياب، بوجة أحمر وأحمر شفاه ممسوح. زعمت ويلي أن كلينتون تحرش بها. صرح محامي كلينتون روبيت بينيت في مقالة بمجلة نيوزويك، إن ليندا تريب ليست مصدر ثقة ولا يجب تصديقها.

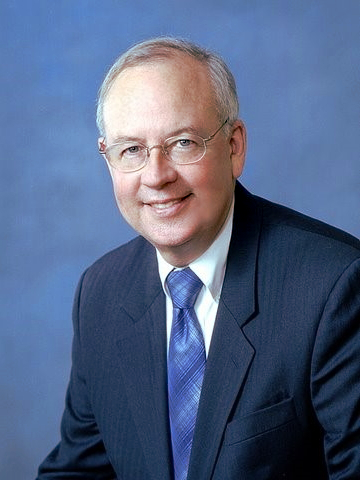
كين ستار

في يناير 1998، أعطت تريب الشرائط المسجلة سرا إلى المستشار كين ستار مقابل حصانة من الملاحقة القضائية. سربت تريب إلى ستار بأنها كانت على علم بالعلاقة بين لوينسكي والرئيس كلينتون، وأن لوينسكي قدمت إفادة كاذبة في المحكمة الفيدرالية في ولاية أركنساس في قضية جونز ضد كلينتون. وأن لوينسكي حاولت إغراء تريب لتقوم بشهادة زور في قضية جونز ضد كلينتون. كما أوضحت تريب أن لوينسكي كانت تقوم بإخفاء الأدلة في قضية الحقوق المدنية لجونز. 

كما أبلغت تريب ستار بوجود ثوب أزرق لمونيكا يحتوي على سائل منوي لكلينتون. خلال فترة الصداقة بين كل من مونيكا وتريب، أرت مونيكا لتريب الثوب الذي يحتوى السائل المنوي وقالت أنها تعتزم أن ترسله إلى المغسلة، ولكن تريب أقنعتها بألا تفعل.

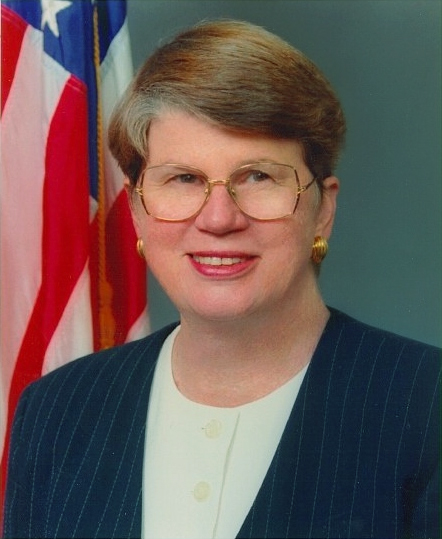
وزيرة العدل الأمريكية جانيت رينو

استنادا على أشرطة تريب، حصل ستار على موافقة من وزيرة العدل جانيت رينو والمحكمة الخاصة بتوسيع التحريات في علاقة كلينتون ولوينسكي، بحثا عن أي احتمال لوجود شهادة زور. 

كما أخبرت ستار أيضا ان لديها أدلة مباشرة تربط البيت الأبيض بمؤامرات على كلينتون والمعروفة إعلاميا بمؤامرة Travelgate، ومؤامرة مكتب التحقيقات الفيدرالي والمعروفة إعلاميا بمؤامرة Filegate، ومؤامرة تمويل الصين لإنتحابات عام 1996 والمعروفة إعلاميا بمؤامرة Chinagate، ولكن ستار اختار عدم ذكر هذه الأمور مفضلا المتابعة على الإدعاءات المتصلة بالجنس.
حافظت تريب على قولها أنها تصرفت استجابة للواجب الوطني. كما أنها سجلت المكالمات دفاعا عن نفسها وخوفا من انتقام إدارة كلينتون منها، بعد شكوكها أن مونيكا قد أبلغت الرئيس بأن تريب على دراية بما يحدث بينهما (والتي كانت مجرد شكوك لا أصل لها من الصحة)، هذا ما جعلها هدفا محتملا بعد رفضها أن تشهد زورا حول علاقة الرئيس بمونيكا.
في نهاية المطاف كان يجب أن يظهر كل من كلينتون ومونيكا قبل انعقاد هيئة المحلفين الكبرى في العاصمة واشنطن للإجابة على العديد من الأسئلة المطروحة. كان استجواب كلينتون مغلقا، وعند إعطاء الكلمة لمونيكا للتحدث قالت «أنا أكره ليندا تريب».

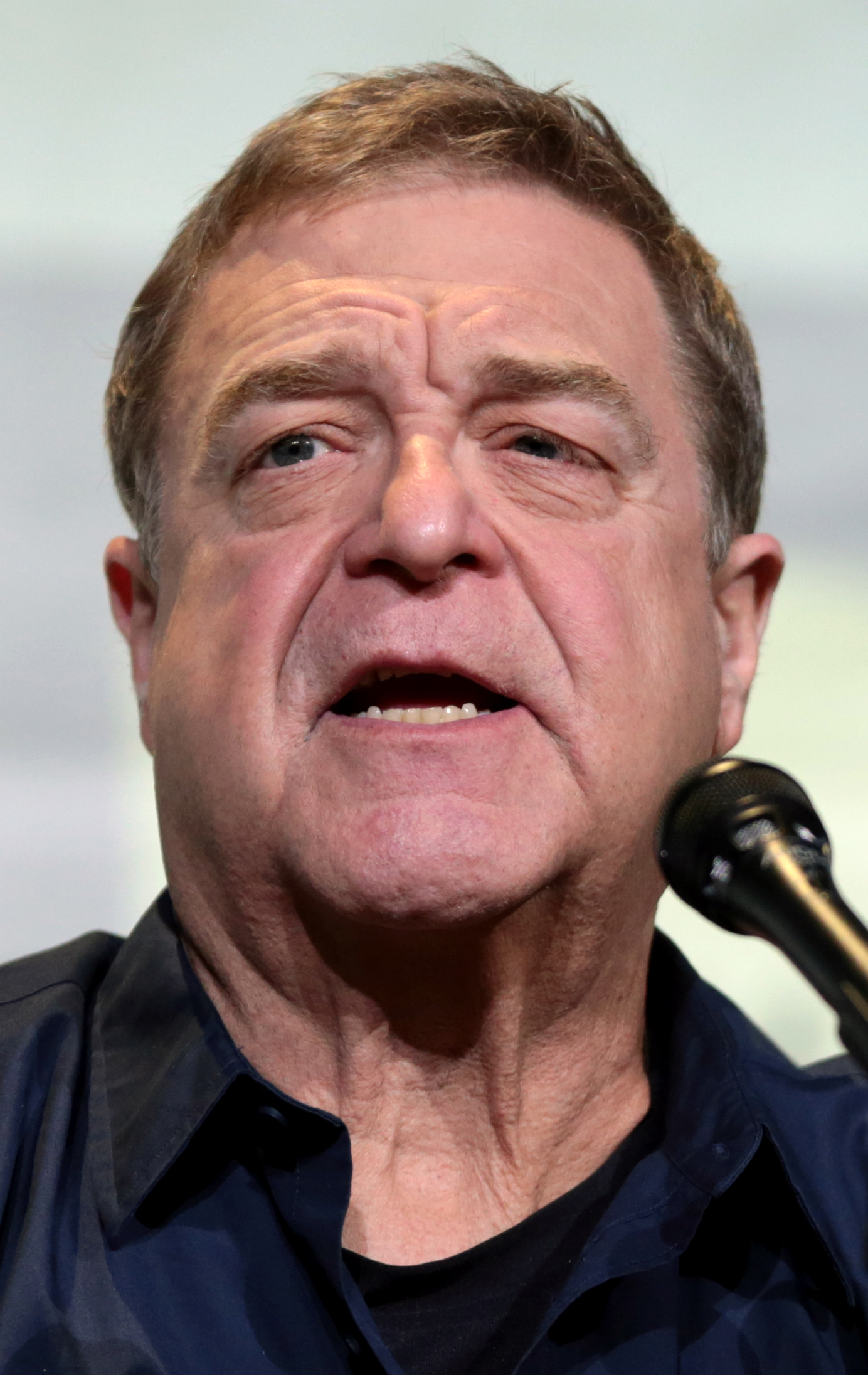
قام الممثل جون غودمان بتمثيل دور ليندا تريب في إحدى عروض ساترداي نايت لايف.

قام الممثل جون غودمان بتقليد دور ليندا تريب في عرض ساترداي نايت لايف (SNL)، وصرحت تريب بأنها أعجبت بأغلب تقليد غودمان لدورها، ما عدا لقطة واحد جرحت مشاعرها.

### سجل ليندا القانوني
في 14 مارس 1998، تم الإعلان أن ليندا تريب تم القبض عليها عندما كانت تبلغ من العمر 19 عاما في بحيرة غرينوود، نيويورك، في عام 1969 بتهمة سرقة 263 دولار، وساعة يد يقدر ثمنها بحوالي 600 دولار. تم إسقاط هذه التهم جميعا قبل جلسة الاستماع في المحكمة. ورغم هذه الحادثة فقد أجابت ليندا تريب بلا عند سؤالها «هل تم إتهامك أو القبض عليك بأي تهمة في الماضي» في التصريح الأمني للانضمام لوزارة الدفاع.
قبل فترة قصيرة من تحديد ميعاد امتثال تريب أما هيئة المحلفية الكبرى في قضية لوينسكي، في مارس 1998، قام مساعد وزيرة الدفاع للشئون العامة، كينيث بيكون، ونائبة، كليفورد بيرناث، بتسريب خبر القبض على تريب وهي صغيرة وإخفاءها الأمر في استمارة الانضمام للوزارة إلى مراسل جريدة النيويوركر، جين ماير.

عقب هذا التسريب، قامت وزارة الدفاع بتسريب معلومات سرية عن حياة تريب الخاصة وملفها الأمني إلى وسائل الإعلام. الأمر الذي إنتقدة المفتش العام لوزارة الدفاع، بعد إصدارة أمر بالتحقيق عن المسئول في تسرب هذه المعلومات، وأعلن أن هذا الأمر غير مقبول وأن المسئول سيحاكم بقانون انتهاك الخصوصية.

### الإعفاء من المنصب الحكومي
في 19 يناير 2001، اليوم الأخير لفترة كلنتون، تم إعفاء تريب من وظيفتها في وزارة الدفاع. الأمر الذي اعتبرته تريب عملية انتقامية منها ومن كل الذين رفضوا إدارة كلينتون.

### الدعوى القضائية والتسوية
رفعت تريب دعوى قضائية على وزارة الدفاع ووزارة العدل بتهمة انتهاك قانون الخصوصية في عام 1974. في 3 نوفمبر 2003، قبلت تريب التسوية بينها التي قدمتها الحكومة الإتحادية. نصت التسوية على إلزام الحكومة مبلغ 595000 دولار، والترقية بأثر رجعي، هذا غير اعلى مرتب لعام 1998، 1999، 2000. كما تلقت معاش والسماح لها بالعمل في الحكومة الإتحادية مرة أخرى.

## الحياة بعد فضيحة لوينسكي
بعد فضيحة لوينسكي، انتقلت تريب إلى شمال ولاية فرجينيا. في عام 2004 تزوجت تريب من مهندس معماري ألماني يدعى ديتر راوش، وانتقلت معه إلى ميدلبورغ، فيرجينيا.
ظهرت تريب مع لاري كينغ في عرض لاري كينغ لايف في 1 ديسمبر 2003، تحدثت فيها تريب عن المصابين بسرطان الثدي. ذكرت فيها تجربتها في مقاضاة الحكومة الإتحادية، كما إعترفت بأنها كانت تريد المال بشدة لدفع أتعاب المحامين وتحسين مسيرتها الحكومية. وقالت ان ما فعلته في قضية كلينتون ومونيكا يختلف عما فعلته الحكومة معها.

## وصلات خارجية
- ليندا تريب على موقع IMDb (الإنجليزية)
- ليندا تريب على موقع الموسوعة البريطانية (الإنجليزية)
- ليندا تريب على موقع إن إن دي بي (الإنجليزية)
- مونيكا لوينسكي .
- مونيكا لوينسكي في تيد .
- ثمن الفضيحة .